# Knudshoved Odde
Knudshoved Odde ist eine 15 km lange, schmale Halbinsel, nordwestlich von Vordingborg auf der dänischen Insel Seeland, sie gehört zu den „Rosenfeldt Gods“. Ein felsiger Strand verbindet die drei Kilometer lange Wiesenzone am äußeren Ende mit dem Rest von Knudshoved Odde, das durch den Avnø Fjord von Seeland getrennt ist.
Knudshoved Odde ist eine Randmoräne vom Ende der letzten Eiszeit und kann weiter westlich auf dem Meeresboden als Venegrunde und Kirkegrund verfolgt werden. Früher bestand der äußere Teil der Moräne aus einer Kette kleiner Inseln. Auf Knudshoved Odde sind Spuren von Rentierjägern – den ersten Menschen in Dänemark nach der Eiszeit – vor mehr als 14.000 Jahren erhalten. Die Werkzeuge aus Feuerstein zeigen, dass es keine Jäger und Sammler der Bromme-Kultur, der Federmesser-Gruppen oder der Ahrensburger Kultur waren. Die Archäologen haben auf Knudshoved Odde zwei Wohnplätze ausgegrabenen, darunter Eskebjerg (Knudshoved Odde). Auf der Halbinsel liegt eine Reihe von Vorzeitdenkmälern aus der Jungsteinzeit, darunter einige Ganggräber (Megalithanlagen im Knudsskov) und Dolmen wie Knudsby Stordysse. Am Anfang der Halbinsel liegt der Oreby Skov mit dem Langdolmen.
Der Kæmpesten von Knudshoved Odde (ein 26 t schwerer Findling) liegt auf der Südseite, nahe der Spitze und besteht aus Vanggranit, das auf Bornholm als Grundgestein gefunden wird. Die Farbe ist rötlich mit einem Graustich. Die rote Farbe ist auf den Kaliumfeldspat zurückzuführen, der das Gestein dominiert.
Auf Knudshoved Odde leben Gelbbauchunken (Bombina variegata), und die Halbinsel war früher für ihre Flechten fressenden amerikanischen Bisons bekannt. Diese wurden durch Galloway-Rinder ersetzt, die durch ganzjährige Beweidung die Landschaftspflege übernehmen. Teile von Knudshoved Odde sind Teil eines EU-Vogelschutzgebietes.